# Марлон Перейра Фрейре
Марлон Перейра Фрейре (нід. Marlon Pereira Freire; нар. 26 березня 1987, Роттердам, Нідерланди) — нідерландський футболіст, захисник клубу Дердедивізі «СтеДоКо».

## Клубна кар'єра
Футболом розпочав займатися в аматорській секції «Спарти» (Роттердам). Виступав також за «Стідс Хугер» та «РВВ Ноордерквартьєр», потім отримав запрошення до секції талантів аматорського клубу ВУК з Гааги, яка має на меті підготувати гравців доля клубів Гоофдклассе та професіонального футболу. Саме з вище вказаного клубу Марлон перейшов у «Віллем II». Після перегляду йому запропонували контракт.

### «Віллем II»
Через фінансові труднощі у Віллема II Перейрі дозволили приєднатися до першої команди в рамках підготовки до сезону 2009/10 років. У товариських матчах проти ПАОКа та «Камбюра» справив на головного тренера Альфонса Гронендейка хороше враження, завдяки чому вийшов у стартовому складі в переможному (3:1) поєдинку першого туру Ередивізі проти «Вітессе». Проте закіритися в першій команді не встиг, вже в поєдинку другого туру проти «Утрехта» отримав травму, через що його замінив Жуніор Лівраменто. Він отримав розрив м’язів стегна й декілька тижнів не тренувався. Наприкінці вересня 2009 року в програному (1:3) поєдинку проти ПСВ повернувся на футбольне поле. В останньому поєдинку вище вказаного сезону (його команда на виїзді з рахунком 2:3 поступилася «Роді») відзначився дебютним голом у вищому дивізіоні національного чемпіонату.
У своєму другому сезоні (2010/11) Перейра став єдиним гравцем команди, який грав у всіх офіційних матчах (як в Ередівізі, так і Кубку Нідерландів). Таким чином, став основним гравцем команди, хоча й не міг закріпитися на одній позиції. Протягом сезону грав лівого та правого захисника, також виходив у півзахисті. Хоча особисто для Перейри сезон виявився вдалим, його команда загалом зіграла невдало. У кубку Нідерландів «Віллем II» у другому раунді рпоступився «Зволле». В Ередивізі команда весь сезон перебувала в нижній частині турнірної таблиці, що в кінцевому підсумку також призвело до прямого вильоту в Еерстедивізі.
У Першому дивізіоні Перейра залишався основним гравцем команди, особливо коли Джованні Гравенбік залишив клуб. Зрештою, зіграв 27 матчів, перш за все на позиції правого захисника. «Віллем II» фінішував на п’ятому місці та вийшов у плей-оф за право підвищитися в класі. У плей-оф команда обіграла «Спарту» (Роттердам) і «Ден Босх», завдяки чому «Віллем II» вийшов в Ередіивізі після року відсутності. На той час Перейрі вже повідомили, що його контракт, який закінчується, не буде продовжено, а тому він завершив свою кар’єру з «триколорами» вечіркою в Тілбург-Хойвелі, присвяченої виходу в еліту нідерландського футболу.

### «Ботев» (Пловдив)
Після його відходу з «Віллем II», Марлон півроку перебував без клубу. На початку лютого 2013 року підписав контракт до завершення сезону з «Ботевом» (Пловдив). У чемпіонаті Болгарії зіграв 9 матчів за пловдивський клуб.

### «Камбюр»
Влітку 2013 року Перейра спочатку підписав 1-річний контракт зі «Камбюром», який у попередньому сезоні вийшов до Ередивізі. Дебютував за нову команду у вересні 2013 року в поєдинку проти «Геракласа». Наступні три сезони Перейра виступав за «Камбюр» в Ередівізі, але так і не став гравцем основи. За підсумками сезону 2015/16 років команді вилетіла в Еерстедивізі. У вище вказаному сезоні зіграв 5 матчів у чемпіонаті.

### «Беєрсхот-Вілрейк»
У липні 2016 року підписав контракт до середини 2018 року з «Беєрсхот-Вілрейк», який у попередньому сезоні був підвищений до аматорського Дивізіону 1 Бельгії. У новій команді грав разом з Ар'яном Свікленсом, який протягом трьох років виступав за «Віллем II».

### «Йонг Спарта» та «СтеДоКо»
На початку 2018 року грав на аматорському рівні за «Йонг Спарта» (Роттердам) у Твеедедивізі. У листопаді 2018 року приєднався до «СтеДоКо».

## Кар'єра в збірній
17 жовтня 2018 року дебютував за національну збірну Аруби з футболу в матчі Ліги націй КОНКАКАФ проти Гваделупи (0:0).

## Статистика виступів

### Клубна
| Сезон             | Клуб               | Змагання            | Змагання | Змагання | Кубок | Кубок | Єврокубки | Єврокубки | Інші  | Інші | Загалом | Загалом |
| Сезон             | Клуб               | Змагання            | Матчі    | Голи     | Матчі | Голи  | Матчі     | Голи      | Матчі | Голи | Матчі   | Голи    |
| ----------------- | ------------------ | ------------------- | -------- | -------- | ----- | ----- | --------- | --------- | ----- | ---- | ------- | ------- |
| 2009/10           | «Віллем II»        | Ередивізі           | 20       | 1        | 0     | 0     | —         | —         | 3     | 0    | 23      | 1       |
| 2010/11           | «Віллем II»        | Ередивізі           | 34       | 0        | 1     | 0     | —         | —         | —     | —    | 35      | 0       |
| 2011/12           | «Віллем II»        | Еерстедивізі        | 27       | 0        | 1     | 0     | —         | —         | 4     | 0    | 32      | 0       |
| 2012/13           | «Ботев» (Пловдив)  | ПФГ А               | 9        | 0        | 0     | 0     | —         | —         | —     | —    | 9       | 0       |
| 2013/14           | «Камбюр»           | Ередивізі           | 11       | 0        | 1     | 1     | —         | —         | —     | —    | 12      | 1       |
| 2014/15           | «Камбюр»           | Ередивізі           | 21       | 0        | 2     | 0     | —         | —         | —     | —    | 23      | 0       |
| 2015/16           | «Камбюр»           | Ередивізі           | 5        | 0        | 1     | 0     | —         | —         | —     | —    | 6       | 0       |
| 2016/17           | «Беєрсхот-Вілрейк» | Дивізіону 1 Бельгії | 14       | 1        | 1     | 0     | 0         | 0         | 0     | 0    | 15      | 1       |
| 2017/18           | «Беєрсхот-Вілрейк» | Дивізіону 1 Бельгії | 0        | 0        | 0     | 0     | 0         | 0         | 0     | 0    | 0       | 0       |
| Усього за кар'єру | Усього за кар'єру  | Усього за кар'єру   | 141      | 2        | 7     | 1     | 0         | 0         | 7     | 0    | 155     | 3       |

Оновлено протягом сезону 14 липня 2021 року.